# Reyes Santa Olalla
Reyes Santa Olalla (29 de octubre de 1984) es una esquiadora española de freestyle.

## Biografía
Comenzó a practicar el esquí freestyle y esquí de baches en Sierra Nevada. Con 15 años consigue su primer título de campeona de España absoluta en la categoría de saltos y campeona junior de baches. En 2002 debuta en competiciones internacionales destacando un 2.º puesto en "Big Air" y un 9.º en "Baches" en la Copa de Europa. 
En 2003 obtiene un 7.º puesto en "Half Pipe" en el Campeonato del Mundo Junior de Marble Mountain (Canadá)
En la temporada 2009/2010 la creación por parte de la Real Federación Española de Deportes de Invierno (RFEDI) de un equipo nacional, inexistente en las temporadas anteriores, le hace debutar en la Copa del Mundo con el objetivo de acceder a los Juegos Olímpicos de Vancouver. Después de haber sido incluida por parte del Comité Olímpico Internacional (COI) y la Federación Internacional de Esquí (FIS) en la primera lista oficial de deportistas con plaza de acceso a los JJ.OO representantes de la RFEDI anuncian la caída de Reyes de esta lista días antes de disputar la competición, alegando un error grave de la FIS.